# Félix Fénéon
Félix Fénéon (Torí, 1886-Châtenay-Malabry, Sena, 1944) va ser un periodista i crític d'art francès nascut a Itàlia. Director de La Revue blanche (1895-1905), el seu llibre Les impressionistes el 1886 en va fer, amb Signac, el màxim teòric del neoimpressionisme. Exercí la crítica al diari Le Matin. Fou empresonat el 1894, a conseqüència de les seves relacions amb grups anarquistes. Com a director artístic de la galeria Bernheim-Jeune, organitzà importants exposicions, com la primera del futurisme (1912). En resposta a una proposta de publicar una compilació de la seva obra, va dir: «Només aspiro al silenci». Per això Julian Barnes ha pogut dir que Fénéon és «l'escriptor “invisible’” que va tenir una influència “invisible”». L'Avenç va publicar el 2012 les seves Notícies de tres ratlles, en traducció de Joan-Lluís Lluís.